# Kokytos
Der Kokytos (neugriechisch Κοκύτος) ist ein Fluss in der griechischen Region Epirus, der in den Bergen von Paramythia (Ori Paramythias) entspringt und nach Süden durch das Tal von Paramythia fließt. Am Schnittpunkt zwischen dem südlichen Ende des Tals von Paramythia und dem Gebiet des in der Gegenwart verlandeten Acherusischen Sees mündet der Kokytos in den Fluss Acheron.

## Mythologie
In der griechischen Mythologie ist der Kokytos (altgriechisch Κώκυτος Kṓkytos) als Fluss des Wehklagens ein Seitenarm der Styx und mündet in den Acheron. Wenn die Verstorbenen aus dem Fluss trinken, dann erkennen diese, dass sie ihr Leben in der Oberwelt verloren haben und klagen dementsprechend. In Dantes Göttlicher Komödie ist der Eissee Cocytus der neunte und tiefste Kreis der Hölle, wo die Verräter bestraft werden.